# Умлауф, Игнац
И́гнац У́млауф (нем. Ignaz Umlauf; 21 августа 1746, Кирхберг-на-Ваграме — 8 июня 1796, Майдлинг, Вена) — австрийский композитор. Родоначальник австрийской музыкальной династии Умлауфов.

## Биография
О молодости Игнаца Умлауфа не известно ничего, кроме того, что среди его учителей был и Антонио Сальери. С 1772 года он был альтистом Придворной оперы в Вене, с 1778 года — музикдиректором Придворного национального оперного театра, открывшегося в том же году его зингшпилем «Горнорабочие». В 1784 году, когда Иосиф II закрыл Немецкую оперу и вернул в Вену итальянскую оперную труппу, Умлауф стал заместителем Сальери — капельмейстера Итальянской оперы. С 1789 года он был вторым капельмейстером Придворный капеллы — заместителем Сальери (в 1790 году на пост Умлауфа  безуспешно претендовал В. А. Моцарт).

## Творчество
Игнац Умлауф считается создателем венского типа зингшпиля (немецкой комической оперы). Наибольшую популярность завоевал его зингшпиль «Горнорабочие», который ставился и в России — под названием «Рудокопы». Помимо опер, сочинял музыку к драматическим спектаклям, а также церковную музыку, песни и арии.

## Сочинения

#### Оперы
- 1772 — Остров любви / Die Insel der Liebe
- 1778 — Аптека /
- 1778 — Горнорабочие / Die Bergknappen
- 1779 — Прекрасная сапожница / Die schöne Schusterin oder Die pucefarbenen Schuhe
- 1786 — Счастливые охотники / Die glücklichen Jäger
- 1786 — Круг жизни / Der Ring der Liebe